# Avatar
Avatar je beseda, ki v sanskrtu pomeni »prerod boga« oziroma »inkarnacija«. Termin je prvotno uporabljen v hindujskih tekstih. Krišna je tako osmi avatar (inkarnacija) Višnuja. Desavatara pa je deset velikih inkarnacij Višnuja.
V hinduizmu pomeni avatāra inkarnacijo boga zunaj samsare, predvsem prihod Višnuja z božjega neba na zemljo v živalski ali človeški podobi, da premaga demone in ponovno vzpostavi red med bogivi in ljudmi. Pomembnih je predvsem deset avatar, ki se v štirih jugah periodično ponavljajo.